# Stutterfly
Stutterfly war eine 1998 zuerst unter dem Namen Uncle Ed’s Private Jet gegründete Post-Hardcore-Band. Im Februar 2007 änderte die Band ihren Namen in Secret and Whisper wegen der Ersetzung des Frontmanns und der daraus resultierenden Änderungen an ihrem Musikstil.

## Geschichte
Die Band wurde 1998 im kanadischen Kelowna gegründet. Gründungsmitglieder waren Chris Stickney (Gesang), Jordan Chase (Bass, Gesang), Bradyn Byron (Gitarre, Gesang), und Craig Langerud (Schlagzeug). 2003 trat Jason Ciolli (Gitarre) der Band bei, im darauf folgenden Jahr übernahm Ryan Loerke das Schlagzeug. 2006 verließ Stickney Stutterfly und wurde, nach kurzem freien Wettbewerb, durch Charles Furney ersetzt. Dieser verließ die ebenfalls in Kelowna ansässige Band thebleedingalarm.
Vom Demo Hollow wurden von der Band 3000 Kopien bei ihren Auftritten verkauft. Broken in Pieces, das erste Album in voller Länge, wurde 2002 veröffentlicht und später erneut durch das bandeigene Label The Elysien Project veröffentlicht.
Stutterfly hat sich auf der Musikwebsite MP3.com etabliert und wurde häufig heruntergeladen. Dank der Hilfe von der in Los Angeles ansässigen Freeze Management schloss Stutterfly im Sommer 2003 einen Vertrag mit Madonnas Maverick Records, später gingen sie mit Story of the Year, welche bei demselben Label unter Vertrag stehen, auf Tour.
Unter der Produktion von Ulrich Wild wurde am 21. Juni 2005 das Album And We Are Bled of Color veröffentlicht, welches neue Versionen mehrerer Broken-in-Pieces...-Stücke enthält. Es wurden ebenfalls Musikvideos für „Gun in Hand“ und „Fire Whispers“ produziert.
Einige Zeit nach der Veröffentlichung von And We Are Bled of Color wurde Stutterfly von Maverick vor die Tür gesetzt. Im August 2006 verließ Sänger Chris Stickney die Band im Guten. Charles Furney, vorher Mitglied bei thebleedingalarm, trat später in 2006 bei.
Mit dem neuen Frontmann erhielt ein neuer Musikstil Einzug und damit auch die Entscheidung der Umbenennung. Dies wurde auf der Bandeigenen MySpace-Seite am 6. Februar angekündigt. Der neue Name Secret and Whisper wurde am 24. Februar 2007 bekannt gegeben.

## Diskografie
- 2001: Hollow (EP, kein Label)
- 2002: Broken in Pieces... (Sterile Records)
- 2005: And We Are Bled Of Color (Maverick Records)